# Richard Schuil
Richard Schuil (ur. 2 maja 1973 w Leeuwarden) – holenderski siatkarz, reprezentant kraju, grający na pozycji atakującego. Mistrz Olimpijski 1996. Mistrz Europy 1997.
Richard, po zakończeniu kariery na hali, zaczął uprawiać siatkówkę plażową. W 2007 r. wywalczył wicemistrzostwo Europy, a rok później, w 2008 r. w Hamburgu został mistrzem Europy w parze z Reinderem Nummerdorem. Richard i Reinder wystąpili również na Igrzyskach Olimpijskich 2008 w Pekinie, gdzie zajęli 5. miejsce. Drugie mistrzostwo Europy zdobyli w 2009 r. w Soczi, a w 2010 r. trzeci raz sięgnęli po złoty medal.

## Życie prywatne
6 czerwca 2009 ożenił się z Elke Wijnhoven, byłą holenderską siatkarką. W marcu 2012 r. przyszła na świat ich córka Lisa.

## Sukcesy

### klubowe
Liga Mistrzów:
- 1997

Mistrzostwa Holandii:
- 1997

Puchar Holandii:
- 1997

### reprezentacyjne
Letnie Igrzyska Olimpijskie:
- 1996

Liga Światowa:
- 1996

Mistrzostwa Europy:
- 1997

Liga Europejska:
- 2006
- 2004

### siatkówka plażowa
Mistrzostwa Europy:
- 2008, 2009, 2010
- 2007
- 2011

## Nagrody indywidualne
- Mistrzostwa Europy:
  - najlepiej punktujący Mistrzostw Europy 2003

## Wyróżnienia
- W 2009 r. został uhonorowany najwybitniejszym zawodnikiem sezonu wspólnie z Harleyem Marquesem przez FIVB[6].